# A Jagged Era
A Jagged Era – debiutancki album amerykańskiej grupy Jagged Edge, wydany 21 października 1997 roku. Zadebiutował na 104. miejscu listy sprzedaży Billboard 200, 19. miejscu na Top R&B/Hip-Hop Albums oraz na szczycie Billboard's Heatseekers Chart.

## Lista utworów
|     | Tytuł                                                        | Czas |
| --- | ------------------------------------------------------------ | ---- |
| 1.  | „Slow Motion”                                                | 3:42 |
| 2.  | „Addicted to Your Love”                                      | 3:15 |
| 3.  | „I Gotta Be”                                                 | 3:35 |
| 4.  | „Wednesday Lover” (The Gap Band cover)                       | 4:31 |
| 5.  | „Funny How”                                                  | 5:11 |
| 6.  | „The Way That You Talk” (featuring Da Brat & Jermaine Dupri) | 3:38 |
| 7.  | „The Rest of Our Lives”                                      | 5:35 |
| 8.  | „I'll Be Right There” (featuring Busta Rhymes)               | 3:45 |
| 9.  | „Ready & Willing”                                            | 4:58 |
| 10. | „Ain't No Stoppin'”                                          | 3:53 |